# Campeonato Italiano de Futebol - Série A (2009–10)
A Primeira Divisão do Campeonato Italiano de Futebol da temporada 2009-2010 foi a 107ª edição (78ª edição como Serie A) da principal divisão do futebol italiano. O regulamento foi similar ao dos anos anteriores. O grande campeão foi decidido na última rodada, com a Inter de Milão faturando seu 18º e 5º Scudetto consecutivo.

## Regulamento
A Serie A foi disputada por 20 clubes em 2 turnos. Em cada turno, todos os times jogaram entre si uma única vez. Os jogos do segundo turno foram realizados na mesma ordem do primeiro, apenas com o mando de campo invertido. Não houve campeões por turnos, sendo declarado campeão italiano o time que obtivesse o maior número de pontos após as 38 rodadas.

### Critérios de desempate
Caso haja empate de pontos entre dois clubes, os critérios de desempates serão aplicados na seguinte ordem:
1. Confronto direto
2. Saldo de Gols
3. Gols Feitos

## Televisão
A empresa de marketing esportivo Infront Sports & Media detém os direitos de comercialização para o exterior da Serie A desde 2008, alem da Serie B, da Coppa Italia e da Supercoppa Italiana.

### Na Itália
Ao contrário do Campeonato Brasileiro, que tem que recorrer a um sindicato de clubes (no caso, o Clube dos 13), o Campeonato Italiano é negociado com os próprios presidentes de cada clube. A desvantagem é que apenas é exibido ao vivo para os assinantes de algumas operadoras de televisão por assinatura.
A SKY Italia é a única empresa de comunicação que adquiriu os direitos televisivos de todos os clubes. A Mediaset Premium e a Dahlia TV são duas outras empresas que adquiriram as transmissões, só que cada uma transmite jogos de clubes diferentes.

### No Brasil
Na TV aberta, a TV Esporte Interativo mostrará a competição, e cederá alguns jogos para a TV Gazeta, TV Cultura. Mas no final da temporada, a TV Esporte Interativo perdeu os direitos de transmissão, por isso a competição foi para a RedeTV!. Na TV fechada, os canais ESPN mostrarão a liga, com direito a um jogo exclusivo por rodada, e partirá alguns jogos com o SporTV.

## Participantes
| Clubes Participantes | Cidade   | Estádio                    | Capacidade |
| -------------------- | -------- | -------------------------- | ---------- |
| Atalanta             | Bergamo  | Atleti Azzurri d'Italia    | 26.393     |
| Bari                 | Bari     | San Nicola                 | 58.270     |
| Bologna              | Bolonha  | Renato Dall'Ara            | 39.444     |
| Cagliari             | Cagliari | Sant'Elia                  | 23.486     |
| Catania              | Catânia  | Angelo Massimino           | 23.420     |
| Chievo               | Verona   | Marcantonio Bentegodi      | 39.211     |
| Fiorentina           | Florença | Artemio Franchi (Florença) | 47.282     |
| Genoa                | Génova   | Luigi Ferraris             | 36.685     |
| Internazionale       | Milão    | Giuseppe Meazza            | 80.074     |
| Juventus             | Turim    | Olímpico de Turim          | 27.500     |
| Lazio                | Roma     | Olímpico de Roma           | 72.700     |
| Livorno              | Livorno  | Armando Picchi             | 19.238     |
| Milan                | Milão    | San Siro                   | 80.074     |
| Napoli               | Nápoles  | San Paolo                  | 60.240     |
| Palermo              | Palermo  | Renzo Barbera              | 37.242     |
| Parma                | Parma    | Ennio Tardini              | 27.906     |
| Roma                 | Roma     | Olímpico de Roma           | 72.700     |
| Sampdoria            | Génova   | Luigi Ferraris             | 36.685     |
| Siena                | Siena    | Artemio Franchi (Siena)    | 15.373     |
| Udinese              | Udine    | Friuli                     | 41.652     |

## Classificação
| Pos. | Equipes        | Pts | J  | V  | E  | D  | GP | GC | SG  | Classificação ou rebaixamento                          |
| ---- | -------------- | --- | -- | -- | -- | -- | -- | -- | --- | ------------------------------------------------------ |
| 1    | Internazionale | 82  | 38 | 24 | 10 | 4  | 75 | 34 | 41  | Fase de Grupos da Liga dos Campeões da UEFA de 2010–11 |
| 2    | Roma           | 80  | 38 | 24 | 8  | 6  | 68 | 41 | 27  | Fase de Grupos da Liga dos Campeões da UEFA de 2010–11 |
| 3    | Milan          | 70  | 38 | 20 | 10 | 8  | 60 | 39 | 21  | Fase de Grupos da Liga dos Campeões da UEFA de 2010–11 |
| 4    | Sampdoria      | 67  | 38 | 19 | 10 | 9  | 49 | 41 | 8   | Play-off da Liga dos Campeões da UEFA de 2010–11       |
| 5    | Palermo        | 65  | 38 | 18 | 11 | 9  | 59 | 47 | 12  | Play-off da Liga Europa da UEFA de 2010–11             |
| 6    | Napoli         | 59  | 38 | 15 | 14 | 9  | 50 | 43 | 7   | Play-off da Liga Europa da UEFA de 2010–11             |
| 7    | Juventus       | 55  | 38 | 16 | 7  | 15 | 55 | 56 | −1  | Terceira Fase da Liga Europa da UEFA de 2010–11        |
| 8    | Parma          | 52  | 38 | 14 | 10 | 14 | 46 | 51 | −5  |                                                        |
| 9    | Genoa          | 51  | 38 | 14 | 9  | 15 | 57 | 61 | −4  |                                                        |
| 10   | Bari           | 50  | 38 | 13 | 11 | 14 | 49 | 49 | 0   |                                                        |
| 11   | Fiorentina     | 47  | 38 | 13 | 8  | 17 | 48 | 47 | 1   |                                                        |
| 12   | Lazio          | 46  | 38 | 11 | 13 | 14 | 39 | 43 | −4  |                                                        |
| 13   | Catania        | 45  | 38 | 10 | 15 | 13 | 44 | 45 | −1  |                                                        |
| 14   | Chievo         | 44  | 38 | 12 | 8  | 18 | 37 | 42 | −5  |                                                        |
| 15   | Udinese        | 44  | 38 | 11 | 11 | 16 | 54 | 59 | −5  |                                                        |
| 16   | Cagliari       | 44  | 38 | 11 | 11 | 16 | 56 | 58 | −2  |                                                        |
| 17   | Bologna        | 42  | 38 | 10 | 12 | 16 | 42 | 55 | −13 |                                                        |
| 18   | Atalanta       | 35  | 38 | 9  | 8  | 21 | 37 | 53 | −16 | Zona de rebaixamento à Serie B de 2010–11              |
| 19   | Siena          | 31  | 38 | 7  | 10 | 21 | 40 | 67 | −27 | Zona de rebaixamento à Serie B de 2010–11              |
| 20   | Livorno        | 29  | 38 | 7  | 8  | 23 | 27 | 61 | −34 | Zona de rebaixamento à Serie B de 2010–11              |

| Campeão Italiano 2009/2010 |
| -------------------------- |
| Internazionale             |

## Confrontos
Para ler a tabela, a linha horizontal representa os jogos da equipe como mandante. A coluna vertical indica os jogos da equipe como visitante.
Jogos da próxima rodada estão em vermelho.
Jogos "clássicos" estão em negrito.
Resultados do primeiro turno estão em verde.
|                | ATA  | BAR  | BOL  | CAG  | CAT  | CHI  | FIO  | GEN  | INT  | JUV  | LAZ  | LIV  | MIL  | NAP  | PAL  | PAR  | ROM  | SAM  | SIE  | UDI  |
| -------------- | ---- | ---- | ---- | ---- | ---- | ---- | ---- | ---- | ---- | ---- | ---- | ---- | ---- | ---- | ---- | ---- | ---- | ---- | ---- | ---- |
| Atalanta       | —    | R-23 |      |      | R-5  | R-25 |      | R-2  |      |      | R-20 | R-29 | R-7  |      |      | R-9  |      | R-3  |      | R-27 |
| Bari           | R-4  | —    | R-2  | R-5  | R-7  | R-27 |      |      | R-20 |      | R-9  |      | R-25 |      | R-22 | R-29 |      |      |      |      |
| Bologna        |      | R-21 | —    |      |      | R-3  | R-1  | R-7  |      | R-25 |      | R-5  | R-23 | R-27 |      |      |      | R-28 | R-10 |      |
| Cagliari       |      | R-24 |      | —    | R-27 | R-7  | R-22 | R-9  | R-4  |      | R-29 | R-20 |      |      |      | R-25 |      |      | R-2  |      |
| Catania        | R-24 | R-26 |      | R-8  | —    | R-10 |      |      | R-28 |      | R-4  |      |      |      |      | R-21 | R-6  | R-1  |      | R-22 |
| Chievo         | R-6  | R-8  | R-22 | R-26 | R-29 | —    |      | R-4  |      | R-20 | R-2  |      | R-9  |      |      |      |      |      | R-24 |      |
| Fiorentina     |      |      | R-20 | R-3  |      |      | —    | R-29 |      | R-27 | R-7  | R-25 |      | R-9  | R-2  |      | R-23 | R-5  |      |      |
| Genoa          | R-21 |      | R-26 | R-28 |      | R-23 | R-10 | —    | R-8  | R-5  |      |      |      | R-3  |      |      | R-1  |      |      | R-25 |
| Internazionale |      | R-1  |      | R-23 | R-9  |      |      | R-27 | —    |      |      |      | R-21 | R-5  | R-10 | R-3  |      | R-25 |      | R-7  |
| Juventus       |      |      | R-6  |      |      | R-1  | R-8  | R-24 |      | —    | R-22 | R-4  |      |      | R-26 |      | R-21 | R-10 | R-28 |      |
| Lazio          | R-1  | R-28 |      | R-10 | R-23 | R-21 | R-26 |      |      | R-3  | —    |      |      |      | R-6  | R-5  |      | R-8  |      |      |
| Livorno        | R-10 |      |      | R-1  |      |      | R-6  |      |      | R-23 | R-5  | —    | R-3  | R-21 | R-8  |      | R-28 |      | R-26 |      |
| Milan          | R-26 | R-6  | R-4  |      |      | R-28 |      |      | R-2  |      |      | R-22 | —    | R-29 |      |      | R-8  |      | R-20 | R-24 |
| Napoli         |      |      | R-8  |      |      |      | R-28 | R-22 | R-24 |      |      | R-2  | R-10 | —    | R-20 |      | R-26 |      | R-6  | R-4  |
| Palermo        |      | R-3  |      |      |      |      | R-21 |      | R-29 | R-7  | R-25 | R-27 |      | R-1  | —    | R-23 | R-5  |      |      | R-9  |
| Parma          | R-28 | R-10 |      | R-6  | R-2  |      |      |      | R-22 |      | R-24 |      |      |      | R-4  | —    |      | R-26 | R-8  | R-20 |
| Roma           |      |      |      |      | R-25 |      | R-4  | R-20 |      | R-2  |      | R-9  | R-27 | R-7  | R-24 |      | —    |      | R-22 | R-29 |
| Sampdoria      | R-22 |      | R-9  |      | R-20 |      | R-24 |      | R-6  | R-29 | R-27 |      |      |      |      | R-7  |      | —    | R-4  | R-2  |
| Siena          |      |      | R-29 | R-21 |      | R-5  |      |      |      | R-9  |      | R-7  | R-1  | R-25 |      | R-27 | R-3  | R-23 | —    |      |
| Udinese        | R-8  |      |      |      | R-3  |      |      | R-6  | R-26 |      |      |      | R-5  | R-23 | R-28 | R-1  | R-10 | R-21 |      | —    |

## Principais Artilheiros
| Rank | Jogador           | Clube          | Gols |
| ---- | ----------------- | -------------- | ---- |
| 1    | Antonio Di Natale | Udinese        | 29   |
| 2    | Diego Milito      | Internazionale | 22   |
| 3    | Fabrizio Miccoli  | Palermo        | 19   |
| 3    | Giampaolo Pazzini | Sampdoria      | 19   |
| 5    | Alberto Gilardino | Fiorentina     | 15   |

## Curiosidades
- Como a Itália é considerado um país católico, não pode ser realizado nenhuma partida em datas mais importantes como o Natal e a Semana Santa (com exceção do "Sábado de Aleluia")